# Olle Hedberg (musiker)
Olle Henrik Hedberg, född 17 augusti 1918 i Adolf Fredriks församling i Stockholm, död 23 augusti 1987 i Täby, var en svensk jazzmusiker (trumpet).
Hedberg är begravd på Norra begravningsplatsen utanför Stockholm.

## Filmografi
- 1941 – Hem från Babylon
- 1941 – Gatans serenad
- 1942 – Det är min musik
- 1947 – Sången om Stockholm
- 1949 – Kvinnan som försvann